# Fujiwara no Fuhito
En aquest nom japonès, el cognom és Fujiwara.
Fujiwara no Fuhito (japonès: 藤原 不比等; 659-9 de setembre de 720) va ser un aristòcrata i home d'estat japonès, els descendents del qual van formar les quatre cases del clan Fujiwara que van dominar el Japó de 857 a 1160.
Fill de Nakatomi no Katamari, al qual l'emperador Tenji va atorgar el nom familiar Fujiwara el 699, per la seva col·laboració en el cop d'estat que va portar-lo al tron. Gràcies a la influència paterna, Fuhito fou considerat un dels cortesans amb més poder i influència a la mort de l'emperador Mommu, les activitats del qual van procurar importants fites culturals, però també gràcies als vincles matrimonials amb la família imperial, perquè va casar les seves filles amb emperadors: la més gran amb Mommu, esdevenint avi de l'emperador Shōmu, el qual es va casar amb la seva tieta i filla menor de Fuhito.
Va ser nomenat udaijin o ministre de la Dreta, un càrrec que va ocupar durant els regnats de Jitō, Genmei i Genshō. També va ser el director del comitè que va redactar el Codi Taihō (701), una obra d'11 volums de lleis generals i 6 de lleis criminals, la primera compilació de lleis en un codi promulgat al Japó. El text va ser revisat el 718 i va ser promulgat com a Codi Yōro.
Cadascun dels seus quatre fills, Muchimaro, Fusasaki, Umakai i Maro va fundar una branca diferenciada dintre del clan Fujiwara, Nanke, Hokke, Shikike i Kyōke, respectivament. Tots ells van morir en una epidèmia de verola el 737. No obstant això, aquestes quatre cases van continuar i van ser les que van acumular una notable influència i fortuna i van dominar el panorama polític i la cort japonesa entre els anys 857 i 1160.
Quatre poemes de Fuhito estan inclosos a l'antologia Kaifūsō.
Va rebre el títol pòstum dajō daijin.